# Гамори, Габриэлла
Габриэлла Гамори (венг. Hámori Gabriella; 1 ноября 1978, Сарваш, Венгерская Народная Республика) — венгерская актриса

 театра и кино.

## Биография
В 2001 году окончила Университет театра и кино (училась у Ласло Мартона). В 2001—2004 году — актриса Театра Миклоша Радноти. С 2004 года служит в Театре Иштвана Эркеня. В сезоне 2005/2006 годов была удостоена премии Гильдии театральных критиков за роли Ирмы в «Хрустальных туфельках» по пьесе Ф. Мольнара и Электры в «Электре» по пьесам Софокла и Еврипида. Говоря об исполнении роли Ирмы критик Orsolya Kővári назвала Гамори величайшей актрисой своего поколения.
В начале 2010-х годов жила в Берлине и Будапеште, участвовала в спектакле берлинского театра «Фольксбюне» («Народного театра») по пьесе «Макбет».
В 2014 году выпустила музыкальный альбом Nem örmény népzene.

## Награды
- 2007 — премия имени Мари Ясаи[5]
- 2022 — премия Венгерской киноакадемии (Magyar Mozgókép Díj) в номинации лучшая женская роль[6]
- 2022 — премия Венгерской киноакадемии в номинации лучшая женская роль второго плана

## Избранная фильмография
| Год  |    | Русское название        | Оригинальное название      | Роль      |
| ---- | -- | ----------------------- | -------------------------- | --------- |
| 2004 | ф  | Остановите маму Терезу! | Állítsátok meg Terézanyut! | Кеки Ката |
| 2008 | ф  | Хамелеон                | Kaméleon                   | Ханна     |
| 2011 | ф  | Испытание               | A vizsga                   | Ева Гати  |
| 2018 | ф  | Трезор                  | Trezor                     |           |
| 2018 | мф | Ограбление по Фрейду    | Ruben Brandt, a gyűjtő     | Мими      |
| 2021 | ф  | Пост Мортем             | Post Mortem                | Эми       |
| 2022 | ф  | Игра                    | A játszma                  | Ева Гати  |